# モッテ海峡
座標: 南緯54度27分07秒 東経3度19分06秒 / 南緯54.45194度 東経3.31833度

ブーベ島の地図。南西部のカトー岬とラース島の間がモッテ海峡である。

モッテ海峡（モッテかいきょう、ノルウェー語: Mottesundet、英語: Motte Sound）とは南大西洋に浮かぶノルウェー領ブーベ島南西部のカトー岬と属島ラース島に挟まれた海峡である。海峡の幅は約150m。